# Château de Javarzay
Le château de Javarzay est à Chef-Boutonne un des plus beaux témoins de l’architecture de la Renaissance dans les Deux-Sèvres.

## Historique

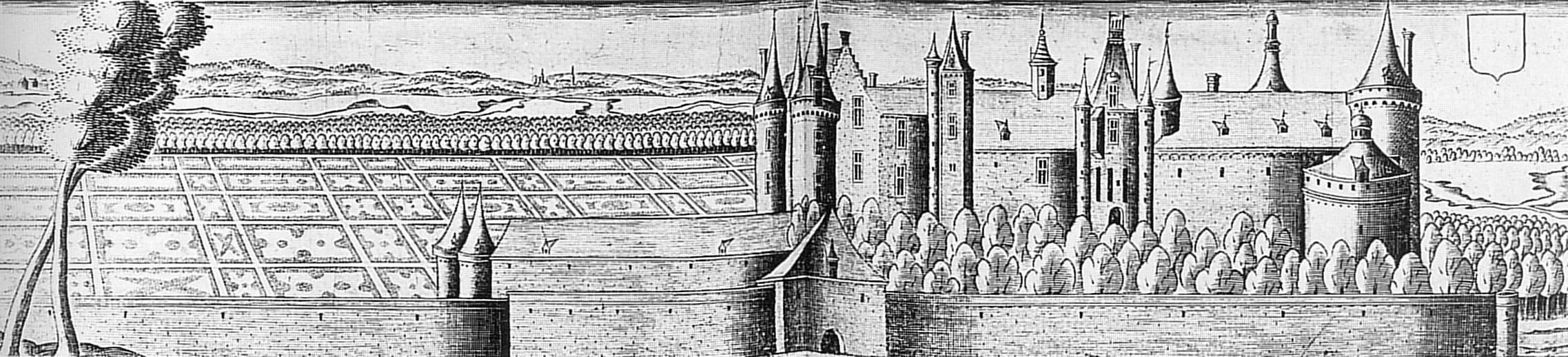
Le château d'origine.

Le château-fort primitif comportait un mur d’enceinte flanqué de douze tours dont il n'en reste que deux.
Le château de Javarzay a été reconstruit en 1514 par des membres de la maison de Rochechouart-branche de Chandeniers. En ont été propriétaires : la famille de La Rochefoucauld-Roye, par achat en 1655 à François de Rochechouart de Chandeniers ; le comte de Pontchartrain, ministre de Louis XIV ; Chrétien Guillaume de Lamoignon de Malesherbes, avocat de Louis XVI. Jérôme Phélypeaux, secrétaire d'État de la Marine, fils du chancelier de France Louis, acheta la terre de Javarzay en 1712 pour la somme de 100 000 livres. Mais il y avait aussi un lien familial : sa femme était Eléonore-Christine de La Rochefoucauld fille de Frédéric-Charles comte de Roucy et de Roye (dite mademoiselle de Chef-Boutonne). En 1785, au moins, le propriétaire est Michel-Joseph Leblois, avocat aux tribunaux militaires lors de la Révolution. Sa fille, Marie-Anne (née au château en 1787) épousa Ange Achille de Brunet, comte de Neuilly.
Il reste du château, le plus imposant de l'époque en Deux-Sèvres, le bâtiment qui réunit les deux tours et la chapelle. L'aile gauche a été détruite et l'aile droite est une construction ultérieure. L'enceinte a été démolie entre 1820 et 1824 et les sculptures ont disparu. L'orangerie date de 1854.
Le château de Javarzay a été classé monument historique en 1862.

## Architecture
Édifié par un architecte Tourangeau au XVIe siècle, bâti en pierres de tuffeau, couvert d’ardoises, le château de Javarzay présente la silhouette d’un petit château de la Loire.
L’imposant châtelet d’entrée allie à la fois l’aspect féodal et l’aspect Renaissance. Sa tour carrée flanquée de tourelles domine le site et ses environs. Sur ses deux façades les coursives sont interrompues par un ensemble de fenêtres à meneaux aux décors Renaissance très riches et soignés.
Son porche conserve les traces de l’ancien pont-levis et des nombreux passages de charrettes et de piétons. Il conduit à la cour intérieure, symbolisée aujourd’hui par une haie d’ifs représentant quelques-unes des douze tours d’origine. 
L’unique tourelle d’escalier à vis de type féodal dessert l’ensemble des pièces du Château. 
La chapelle présente une très belle porte sculptée Renaissance et de magnifiques vitraux récemment restaurés. 
La grosse tour d’angle entourée d’un chemin de ronde à larges créneaux est surmontée d’une toiture conique très élancée. Ses mâchicoulis sont impressionnants. La visite met en lumière l’exceptionnelle charpente d’origine.
Accolée au corps de l’ancien logis seigneurial, entre les deux tours, l'orangerie du XIXe siècle accueille les visiteurs.

L’aile droite ajoutée en 1820 offre un espace d’expositions aux artistes et aux associations locales.

Détails
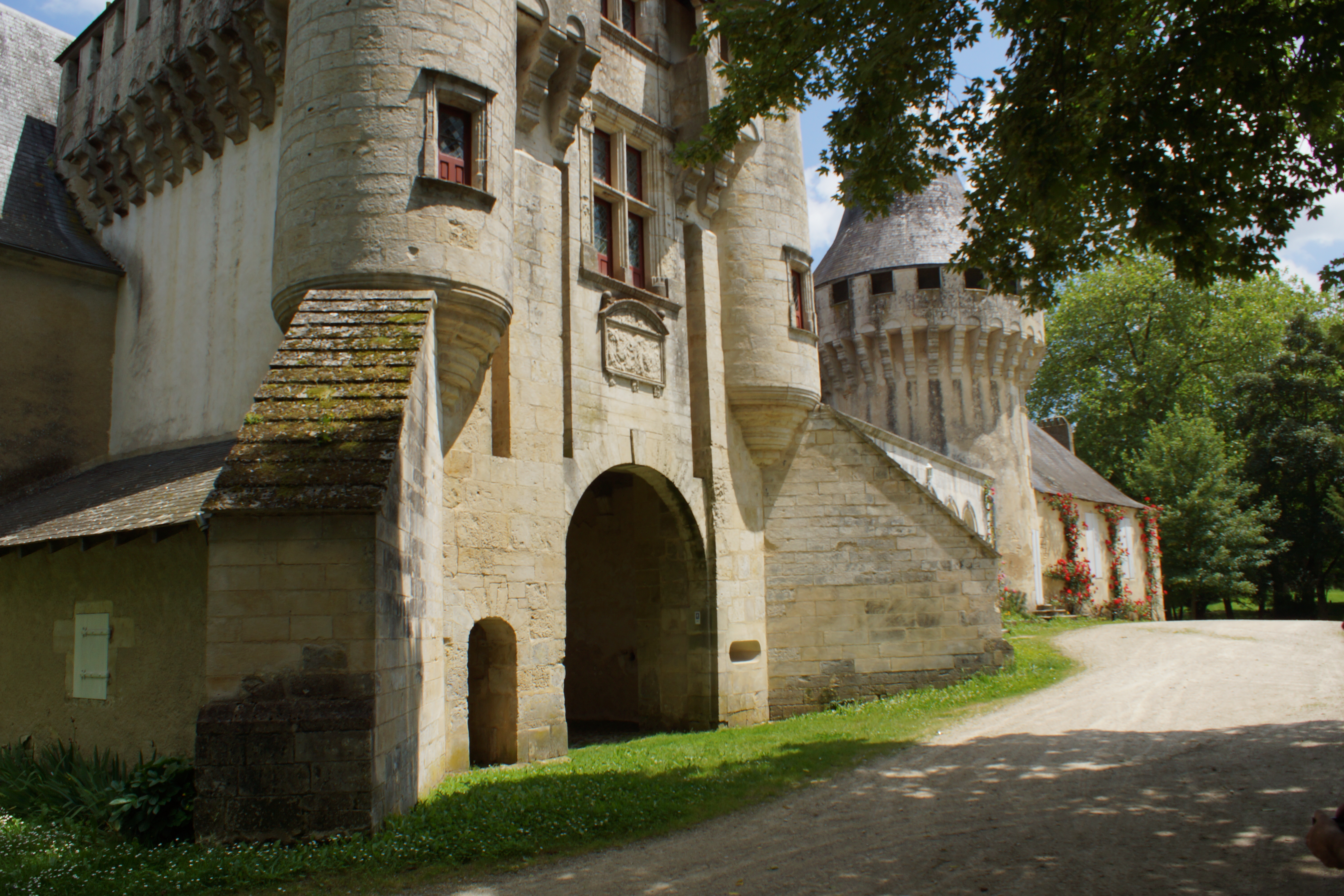
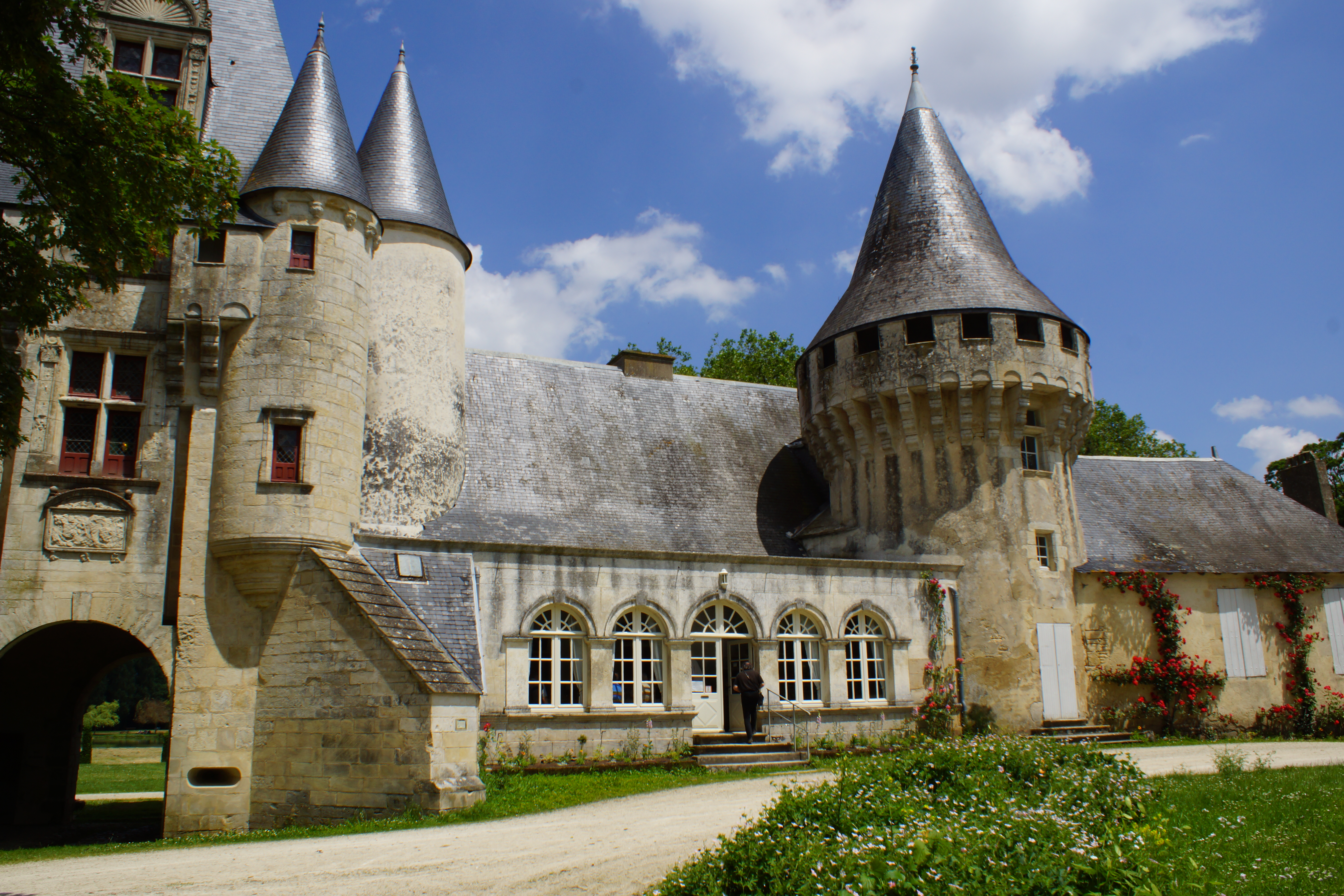

## Parc et jardins
Ouvert gratuitement au public tous les jours de l'année, un parc entoure le château.
De nombreuses promenades sont possibles autour de l'étang de pêche, le long de la Boutonne, rivière qui borde le parc ainsi que des circuits Balades et Découvertes et V93, Vélo-route entre Niort et le Lac de Vassivière.
Des aires de pique-nique et des jeux sont disponibles, pour tous, dans le parc.
Une aire naturelle gratuite est à la disposition des camping-cars à proximité du château, au bord de la Boutonne.

## Visites
La visite du château de Javarzay est un parcours immersif en 3 thèmes :
- La Renaissance expliquée par l'architecture et l'histoire du Château de Javarazy
- La vie rurale du XIXe siècle contée grâce à une collection de coiffes et de bonnets féminins de la région et d'ailleurs : l'histoire de la vie de ces femmes à travers le port de la coiffe et du bonnet, l'histoire d'un savoir-faire ancestral : la fabrication d'une coiffe régionale et ses codes.
- une exposition permanente consacrée à la vie et l'œuvre d'un enfant du pays Jean-François Cail (1804-1871), industriel du XIXe siècle (chemin de fer, sucrerie, agriculture...), né à Chef-Boutonne.
- En complément du Château, à découvrir la Grange aux Souvenirs, 8 saynètes pour conter l'histoire de la vie rurale au XIXe siècle.

Un circuit Balades et Découvertes prend son départ devant le château. Cette balade suit la rivière Boutonne et fait le tour de Chef-Boutonne. Ainsi qu'un parcours Terra Aventura qui dévoile son trésor caché au pied du château. On peut admirer les halles du XVIIe siècle, la maison natale de Jean-François Cail, la source de la Boutonne...